# Diocesi di Dibrugarh
La diocesi di Dibrugarh (in latino Dioecesis Dibrugarhensis) è una sede della Chiesa cattolica in India suffraganea dell'arcidiocesi di Guwahati. Nel 2023 contava 135.903 battezzati su 7.376.000 abitanti. È retta dal vescovo Albert Hemrom.

## Territorio
La diocesi comprende i distretti di Tinsukia, Dibrugarh, Sivasagar, Jorhat e Golaghat nello stato dell'Assam in India.
Sede vescovile è la città di Dibrugarh, dove si trova la cattedrale del Sacro Cuore.
Il territorio è suddiviso in 38 parrocchie.

## Storia
La diocesi è stata eretta il 12 luglio 1951 con la bolla Ad christianam plebem di papa Pio XII, ricavandone il territorio dalla diocesi di Shillong (oggi arcidiocesi). Originariamente era suffraganea dell'arcidiocesi di Calcutta.
Il 16 gennaio 1964 ha ceduto una porzione del suo territorio a vantaggio dell'erezione della diocesi di Tezpur.
Il 26 giugno 1969 divenne suffraganea dell'arcidiocesi di Gauhati-Shillong.
Il 29 gennaio 1973 ha ceduto un'altra porzione del suo territorio a vantaggio dell'erezione della diocesi di Kohima-Imphal (oggi divisa in diocesi di Kohima e arcidiocesi di Imphal).
Il 10 luglio 1995 è entrata a far parte della provincia ecclesiastica dell'arcidiocesi di Guwahati.
Il 7 dicembre 2005 ha ceduto un'ulteriore porzione del suo territorio a vantaggio dell'erezione della diocesi di Miao.

## Cronotassi dei vescovi
Si omettono i periodi di sede vacante non superiori ai 2 anni o non storicamente accertati.
- Oreste Marengo, S.D.B. † (12 luglio 1951 - 6 luglio 1964 nominato vescovo di Tezpur)
- Hubert D'Rosario, S.D.B. † (6 luglio 1964 - 26 giugno 1969 nominato arcivescovo di Gauhati-Shillong)
- Robert Kerketta, S.D.B. † (21 maggio 1970 - 24 ottobre 1980 nominato vescovo di Tezpur)
- Thomas Menamparampil, S.D.B. (19 giugno 1981 - 30 marzo 1992 nominato vescovo di Guwahati)
  - Sede vacante (1992-1994)
- Joseph Aind, S.D.B. (11 novembre 1994 - 15 febbraio 2021 ritirato)
- Albert Hemrom, succeduto il 15 febbraio 2021

## Statistiche
La diocesi nel 2023 su una popolazione di 7.376.000 persone contava 135.903 battezzati, corrispondenti all'1,8% del totale.
| anno | popolazione | popolazione | popolazione | presbiteri | presbiteri | presbiteri | presbiteri                | diaconi | religiosi | religiosi | parrocchie |
| anno | battezzati  | totale      | %           | numero     | secolari   | regolari   | battezzati per presbitero | diaconi | uomini    | donne     | parrocchie |
| ---- | ----------- | ----------- | ----------- | ---------- | ---------- | ---------- | ------------------------- | ------- | --------- | --------- | ---------- |
| 1969 | 58.291      | 3.487.000   | 1,7         | 41         | 11         | 30         | 1.421                     |         | 34        | 121       | 14         |
| 1980 | 63.420      | 3.834.000   | 1,7         | 34         | 14         | 20         | 1.865                     |         | 21        | 98        | 18         |
| 1990 | 88.670      | 5.076.500   | 1,7         | 77         | 45         | 32         | 1.151                     |         | 41        | 156       | 32         |
| 1999 | 156.849     | 6.500.000   | 2,4         | 98         | 50         | 48         | 1.600                     |         | 70        | 235       | 30         |
| 2000 | 164.482     | 6.742.000   | 2,4         | 118        | 62         | 56         | 1.393                     |         | 78        | 263       | 30         |
| 2001 | 167.771     | 7.416.200   | 2,3         | 114        | 58         | 56         | 1.471                     |         | 74        | 256       | 30         |
| 2004 | 175.680     | 7.720.211   | 2,3         | 122        | 62         | 60         | 1.440                     |         | 74        | 260       | 30         |
| 2005 | 100.000     | 6.063.761   | 1,6         | 81         | 66         | 15         | 1.234                     |         | 8         | 240       | 29         |
| 2006 | 101.000     | 6.125.000   | 1,6         | 109        | 60         | 49         | 926                       |         | 64        | 245       | 29         |
| 2013 | 114.172     | 6.724.000   | 1,7         | 114        | 63         | 51         | 1.001                     |         | 102       | 293       | 34         |
| 2016 | 117.236     | 6.989.000   | 1,7         | 131        | 69         | 62         | 894                       |         | 126       | 309       | 37         |
| 2019 | 120.298     | 7.227.195   | 1,7         | 143        | 73         | 70         | 841                       |         | 136       | 310       | 42         |
| 2021 | 134.855     | 7.230.445   | 1,9         | 157        | 80         | 77         | 858                       |         | 153       | 322       | 37         |
| 2023 | 135.903     | 7.376.000   | 1,8         | 152        | 82         | 70         | 894                       |         | 148       | 328       | 38         |